# Solana Nin
Solana Nin nalazi se u općini Nin Zadarske županije, datira iz 1423. godine.

## Opis
Mlečani dolaskom na Jadran 1423. odmah kupuju sve solane na Jadranu, kako ne bih imali konkurencije i zadržali monopol. Solana je skoro pet stoljeća bila van funkcije da bi 1954. bila ponovo stavljena u upotrebu. Proizvodnja je zadržala isti ritam i tehnologiju kao nekada. Smještena u Ninskom zaljevu na površini 55 hektara, u plitkoj laguni. 
Na poljima soli njenu starost svjedoči rimska zapomica. U to vrijeme bila je robna razmjena, sol za zlato. Unca zlata je vrijedila uncu soli. 